# Амберд
Амберд (вірм. Ամբերդ) — історичний комплекс на схилі гори Арагац у Вірменії з замку VII століття і церкви XI століття. Розташований на висоті 2300 метрів над рівнем моря, неподалік від села Бюракан.
Вважається, що замок був заснований князями Камсаракан, потім замок перейшов у володіння вірменського воєначальника Ваграма Пахлавуні. Згодом він був куплений вірменськими правителями з династії Багратуні, що перетворили замок в основний форпост свого царства. Церква була побудована в 1026 році.
Вперше замок в XI столітті захопили турки-сельджуки, в XIII столітті замок був остаточно зруйновано монголами.